# Santa Margarida do Sul
Santa Margarida do Sul este un oraș în Rio Grande do Sul (RS), Brazilia.